# 30007 Johnclarke
30007 Johnclarke è un asteroide della fascia principale. Scoperto nel 2000, presenta un'orbita caratterizzata da un semiasse maggiore pari a 2,2118854 UA e da un'eccentricità di 0,1787632, inclinata di 3,75245° rispetto all'eclittica.